# Тріо Мар'яничі
Тріо Мар'яничі — український музичний гурт, заснований 2018 року в Львові. Колектив складається із вокалістки Мар'яни Савки, гітариста Сергія Гуріна та піаніста Юрка Романіва. Їхня музика — це мікс сучасної поезії та мелодій у жанрі блюзу, танго, босанови. У репертуарі тріо близько 30 авторських композицій.

## Історія
Тріо «Мар'яничі» почало свою діяльність у 2018 році у Львові. Співзасновниця і головна редакторка Видавництва Старого Лева Мар'яна Савка запросила до творчого експерименту піаніста Юрка Романіва та гітариста Сергія Гуріна. Влітку 2018-го гурт уперше виступив на фестивалі «Острів Європа» у Вінниці. Першою авторською піснею, написаною Мар'яною Савкою для тріо «Мар’яничі», була пісня «Колихай». Письменниця і кліпмейкерка Олена Чернінька на композицію зняла дебютне музичне відео.
У 2020 році вийшов перший студійний міні-альбом «Ваніль, кориця і шафран», у який увійшли 7 пісень. Альбом записували на студії FONiЯ RECORDS у Львові.
Колектив відіграв десятки концертів у Києві, Львові, Одесі, Дніпрі, Чернігові, Житомирі, Тернополі, Трускавці та відвідав із музичними програмами кілька літературних фестивалів («Острів ЄВРОПА» у Вінниці, «Ї» у Тернополі, «Фронтера» у Луцьку). За період свого існування тріо представили ряд перформансів: «В саду зізнань», «Одного разу», «Дримбанґо», «Літній дощ», «Говори зі мною», «Спів-Причетність», «Не відпускай!», «Фаду. Історія в стилі танго».

## «Мар'яничі на ніч»
У січні 2021 фронтвумен гурту Мар'яна Савка запустила на УouTube-каналі Тріо «Мар'яничі» авторську програму «Мар'яничі на ніч».

## Склад гурту
- Мар'яна Савка — спів, авторка музики і текстів до пісень;
- Сергій Гурін — акустична гітара, аранжування;
- Юрко Романів — музичний керівник гурту, аранжування і клавішні.

## Дискографія
Студійні альбоми:
- 2020 — «Ваніль, кориця і шафран»

Сингли:
- 2020 — «Колихай»
- 2020 — «Париж»
- 2020 — «Ваніль, кориця і шафран»
- 2020 — «Freedom»
- 2020 — «Бібліотечний рок-н-рол»
- 2021 — «Фаду»